# Monseñor Carrillo
Pour les articles homonymes, voir Carrillo.
Monseñor Carrillo est l'une des sept paroisses civiles de la municipalité de Trujillo dans l'État de Trujillo au Venezuela. Sa capitale est San Jacinto.